# Clan Andō
Cet article concerne un clan japonais originaire de la province de Mikawa. Pour un clan japonais originaire de la province de Mutsu, voir Clan Akita.
Le clan Andō (安藤氏, Andō-shi) est un clan japonais originaire de la province de Mikawa. Ce clan dit descendre d'Abe Nakamaro (701-770) et des Fujiwara. Le clan Ando devient célèbre quand Andō Ieshige se met au service de Matsudaira Hirotada qui est le père du célèbre shogun Ieyasu Tokugawa.